# Státní oblastní archiv v Praze
Státní oblastní archiv v Praze je instituce spravující státní archiv pro oblast Středočeského kraje a hlavního města Prahy. Sídlo organizace je v Praze. Roku 2002 došlo ke sloučení starého (státního) oblastního archivu a (státních) okresních archivů na území středních Čech v souvislosti s reformou veřejné správy a zánikem okresních úřadů. Archiv sídlí v archivním areálu na Chodovci spolu s Národním archivem a Archivem hlavního města Prahy.
Instituce pražského Státního oblastního archivu se dělí na osm oddělení (tzv. centrál) a jedenáct (do konce roku 2021 dvanáct) státních okresních archivů. Státní okresní archivy jsou oddělení archivu se samostatnou archivní působností. Oficiální zkratkou názvu je „SOA v Praze“, státní okresní archivy používají obecně uznávanou zkratku SOkA.

## Historie
Významnými předchůdci státních okresních archivů byly archivy a spisovny jednotlivých měst, městeček a obcí. Dalšími důležitými fondy jsou archivy velkostatků, rodinné archivy, církevní fondy (zejména římskokatolické církve) a archivy hospodářských subjektů.
Faktické počátky dnešního archivu sahají do roku 1949, kdy byly v báňském depozitáři Ministerstva vnitra ve Vlašském dvoře v Kutné Hoře soustředěny a tím zachráněny před likvidací staré soudní archiválie ze středních Čech. Iniciátorem této aktivity byl Josef Nuhlíček, který se následně stal ředitelem krajského archivu. Právně byla konstituována síť státních archivů na našem území na základě Nařízení vlády č. 29/1954 Sb. ze dne 9. června 1924. Archiv se potýkal s nedostatkem prostoru i malým počtem pracovníků. V roce 1954 se stalo vrcholným orgánem archivní oddělení krajské správy ministerstva vnitra a začaly vznikat Státní okresní archivy. Pražský kraj sestával z 26 okresů. Do těchto archivů byly převedeny fondy okresních úřadů a institucí, zatímco krajský archiv spravoval soudní materiál, matriky a fondy zaniklých organizací a institucí krajského významu. Krajský archiv přešel do působnosti ministerstva vnitra pod názvem Státní archiv v Praze. V roce 1955 přibyly do tohoto archivu fondy zemědělsko-lesnické, které se staly od 1. ledna 1956 2. oddělením Státního archivu v Praze a byly umístěny v Benešově-Konopišti, v Buštěhradu, Hořovicích a na hradě Křivoklát.
Roku 1960 se archivy přizpůsobily novému správnímu uspořádání státu, počet okresních archivů se snížil ze 26 archivů Pražského kraje na 12 archivů Středočeského kraje. Ve stejném roce získal archiv prostory v Praze na Karlově. O šest let později (roku 1966) byly zrušeny archivní oddělení krajských správ Ministerstva vnitra a z jejich pracovníků se stali instruktoři státního archivu. V roce 1968 získal archiv vlastní konzervátorku a následující rok vlastní fotografické oddělení.
Roku 1974 byl přijat zákon č. 97/1974 Sb. o archivnictví. Státní okresní archivy byly organizačně začleněny do struktury okresních úřadů.
V roce 2001 byla dokončena novostavba archivní budovy v Praze 4 na Chodovci pro Státní ústřední archiv (od roku 2005 Národní archiv) a Státní oblastní archiv v Praze. Sem byly přesunuty fondy ze všech dílčích archivních pracovišť (od roku 1949 jich bylo celkem 43 a často se nacházely ve zcela nevyhovujících podmínkách). Od roku 1995 byly postupně přestěhovány archiválie z depozitářů v Konopišti, Buštěhradě, Nučicích, Mnichově Hradišti a bývalé spisovny Středočeského krajského národního výboru (KNV) z pražské Zborovské ulice. Následovalo stěhování depozitáře z Křivoklátu, kde 29. září 1998 proti stěhování archivu protestovali občané i zástupci místní samosprávy. Jako poslední mimopražská se do areálu na Chodovci přesunula pobočka z Benešova. V letech 1999–2001 byla přemístěna i původní centrála z Karlova.
V roce 2002 došlo k významné reformě v uspořádání státního archivnictví a sloučení do jedné organizační složky státu, s vymezením působnosti podle aktuálního krajského zřízení. Okresní archivy tak přešly do působnosti státních oblastních archivů. Archivu tak přibylo dvanáct nových oddělení a objem archiválií se zvětšil na téměř dvojnásobek. V souvislosti s těmito změnami vzniklo ekonomicko-správní oddělení.
Od roku 2018 je Státní oblastní archiv v Praze zapsán na seznamu výzkumných organizací a jeho činnost je podporována z prostředků Ministerstva vnitra ČR.
K 1. lednu 2022 vzniklo nové oddělení SOA v Praze, a sice Státní okresní archiv Praha-venkov se sídlem v Dobřichovicích na základě zákona číslo 416/2021 Sbírky, kterým se mění zákon číslo 499/2004 Sbírky, o archivnictví a spisové službě a o změně některých zákonů, ve znění pozdějších předpisů, čímž ku stejnému datu zanikly Státní okresní archiv Praha-východ se sídlem v Přemyšlení a Státní okresní archiv Praha-západ se sídlem v Dobřichovicích, aby působnost nového oddělení archivu zabírala území okresů Praha-východ a Praha-západ v hranicích ke dni 11. listopadu 2000.

### Vedoucí a ředitelé
Vedoucí a po roce 1966 ředitelé Státního oblastního archivu v Praze:
- 1949–1955 PhDr. Josef Nuhlíček
- 1955–1965 Jaroslav Lameš
- 1966–1974 PhDr. Josef Nuhlíček
- 1974–2001 Bořivoj Indra, prom.ped.
- 2002–2008 PhDr. Václav Podaný
- 2008–2022 PhDr. Daniel Doležal, Ph.D.
- od 2022 PhDr. Karel Koucký

### Další významní archiváři
- Ivo Holl
- Václav Šolle
- Miloslav Volf
- Jan Roubíček
- Jiří Tywoniak
- Vladimír Budil
- Karel Bednařík
- Zdeněk Bisinger
- Jaroslav Pánek
- Karel Herčík
- Eva Šmilauerová
- Stanislav Polák

## Oddělení archivu

### Oddělení fondů veřejné správy (I. oddělení)
Oddělení spravuje fondy orgánů veřejné moci, organizačních složek státu a veřejných institucí, například:
- Úřad práce, finanční úřady, celní úřady, báňské úřady
- vysoké školy (pokud nezřizují vlastní archivy), soukromé střední i základní školy
- vybrané zdravotnické a společenské instituce, např. odborné léčebny, spolky, nadace
- hasičské záchranné sbory
- Krajský úřad Středočeského kraje
- Středočeský krajský národní výbor
- Středočeský krajský výbor Komunistické strany Československa
- Krajský soud Praha
- Krajský soud Kutná Hora
- Krajský soud Mladá Boleslav
- mimořádné lidové soudy
- úřady veřejné žaloby

#### Příklady archiválií

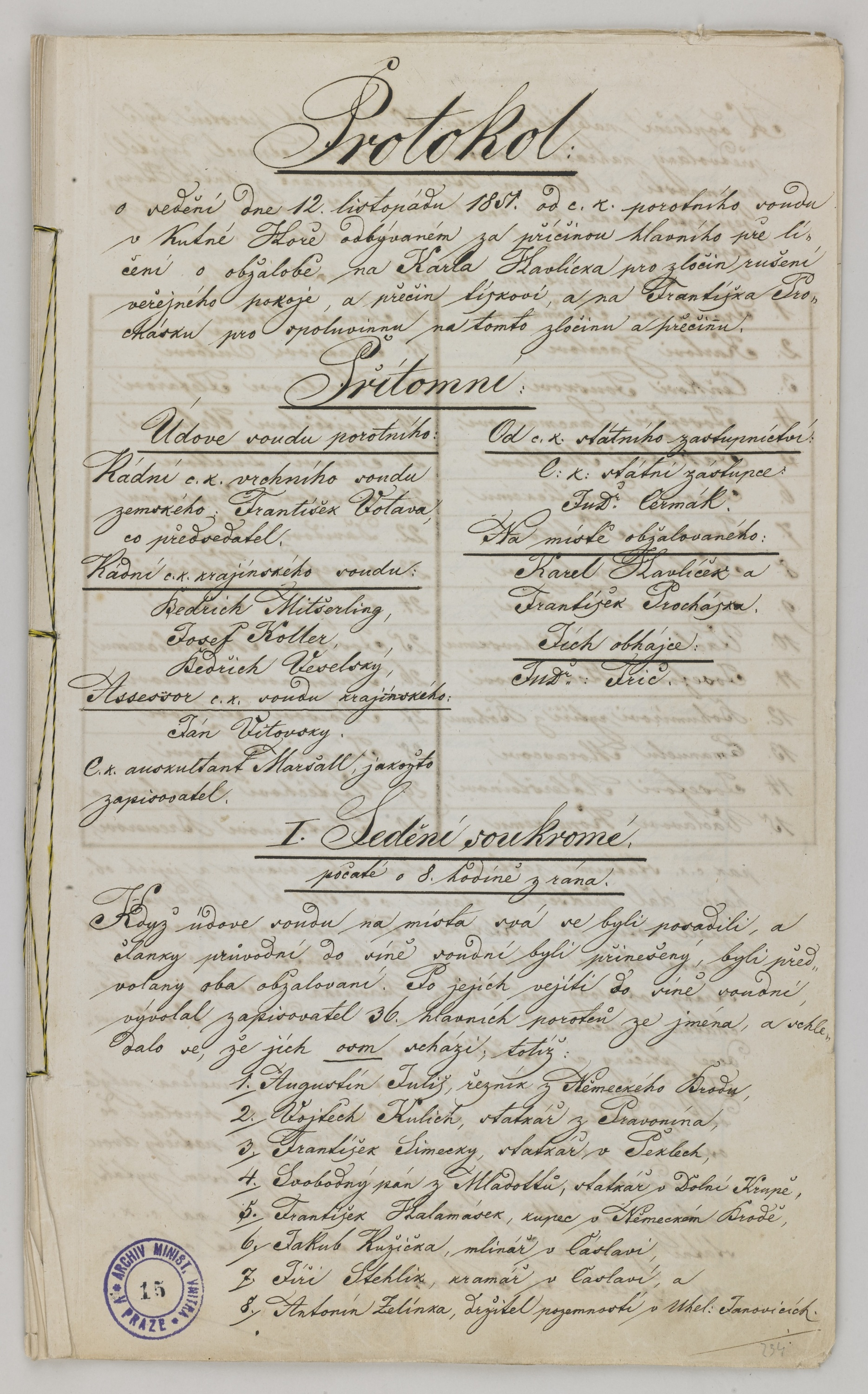
Protokol k tiskovému procesu s Karlem Havlíčkem Borovským, Kutná Hora, 1851.
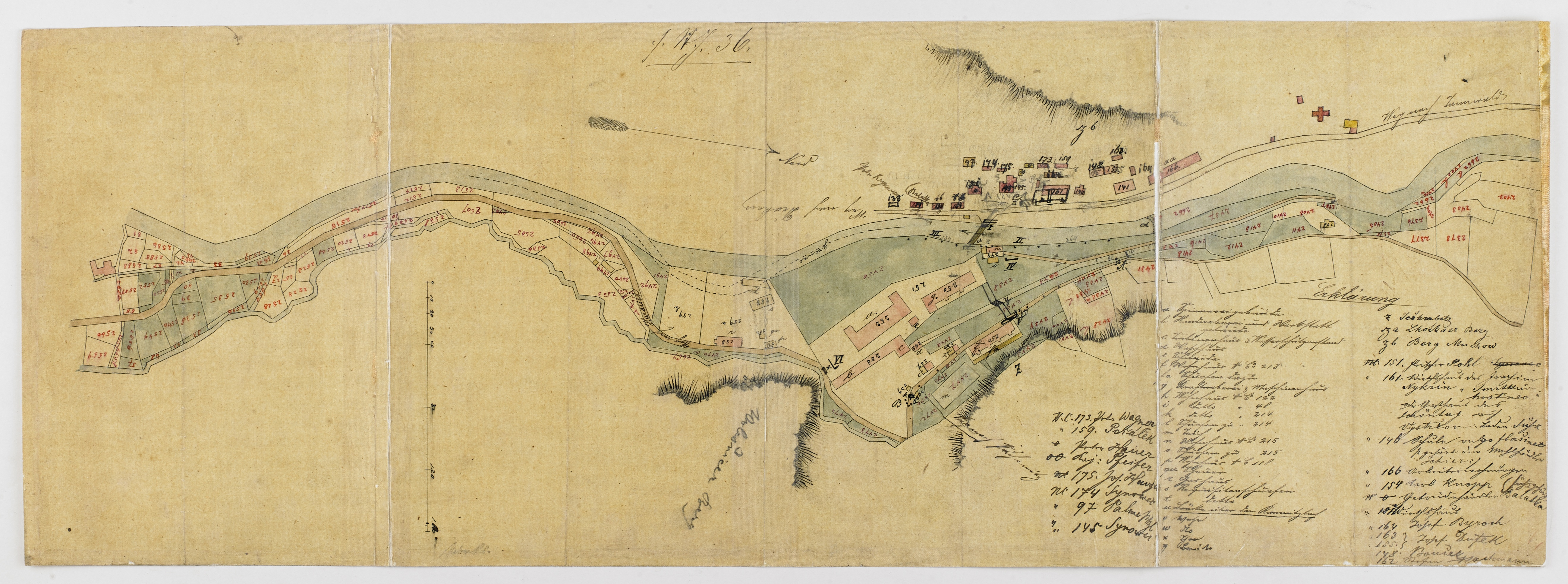
Plánek okolí Tanvaldu, lokality, v které došlo k jednomu z prvních velkých sociálních protestů dělnictva 19. století (archivní kulturní památka).
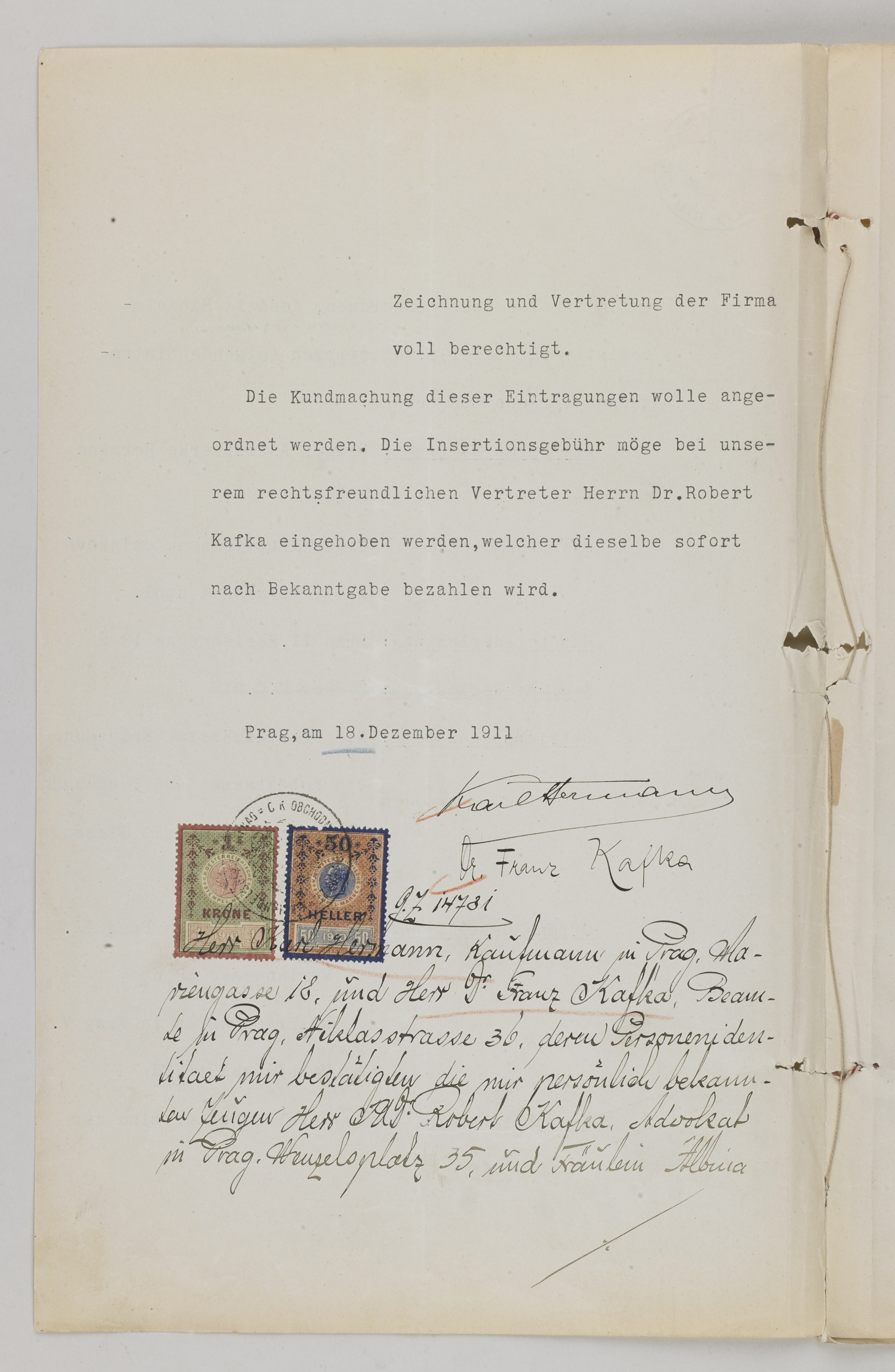
Spis firmy Hermann a spol. s vlastnoručním podpisem spisovatele Franze Kafky, 1911.
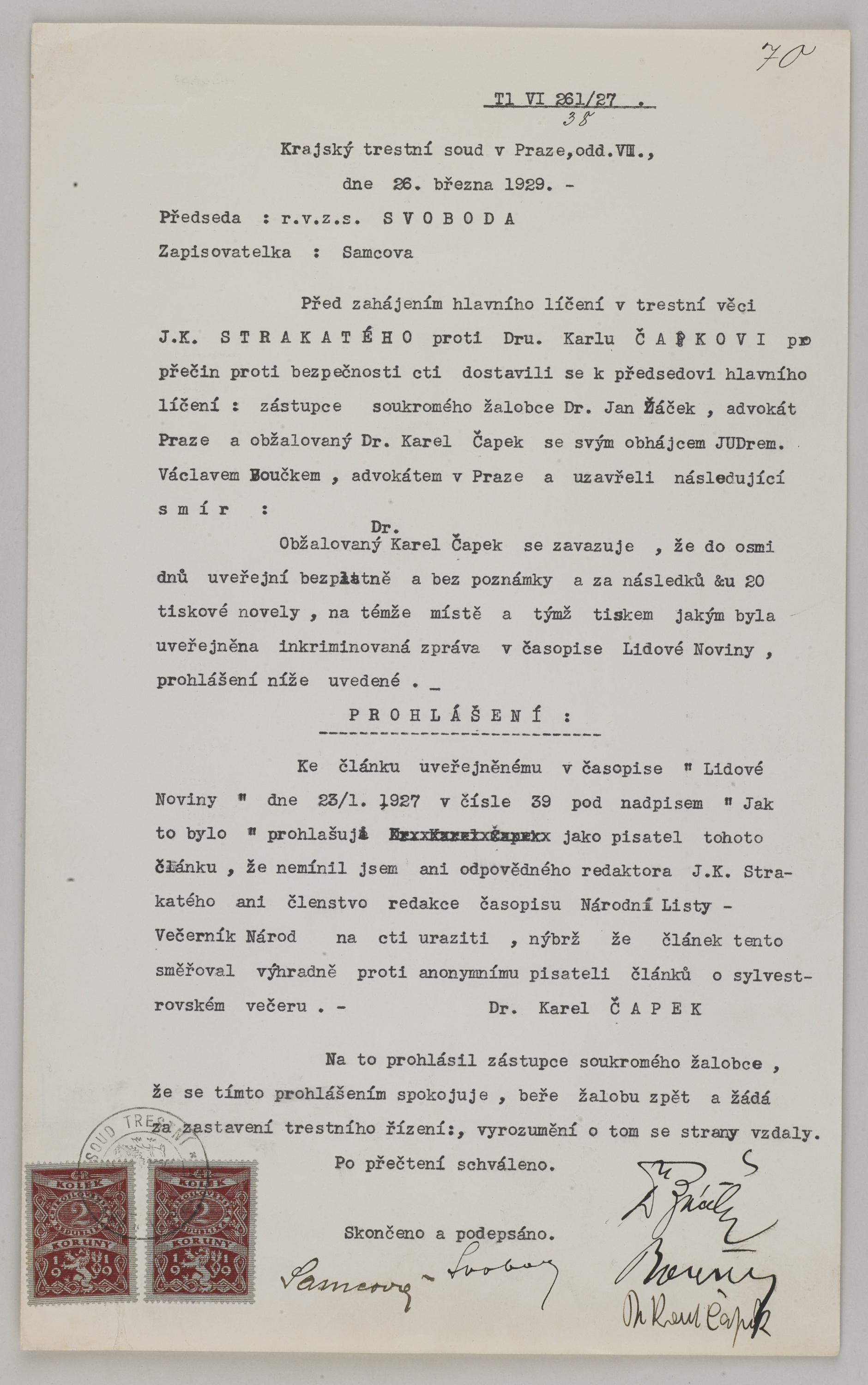
Zápis z hlavního líčení Krajského soudu trestního v procesu s Karlem Čapkem v souvislosti s tzv. Silvestrovskou aférou z roku 1929.
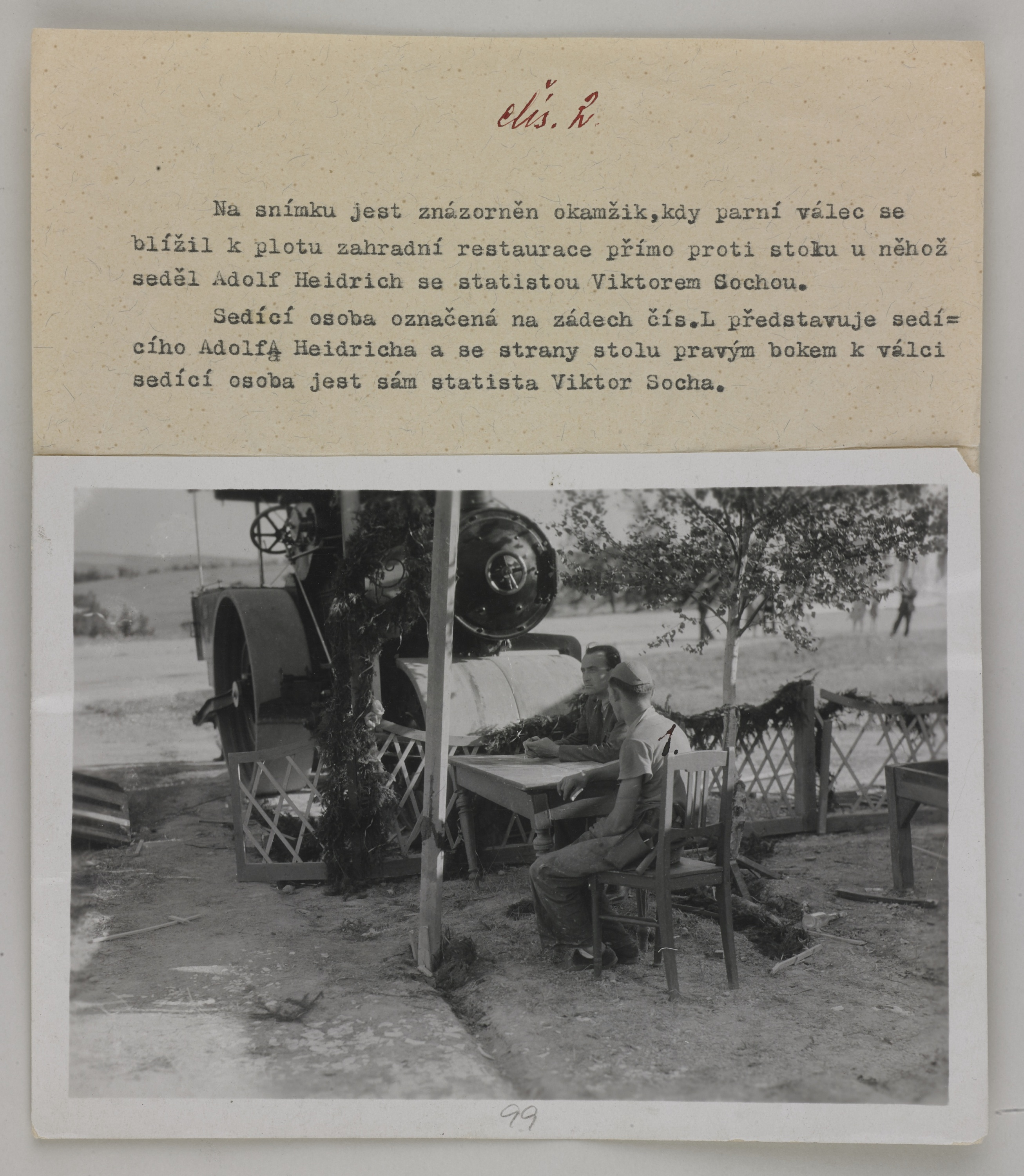
Fotografie z natáčení filmu Martina Friče Hej rup (1934), při němž došlo ke smrtelné nehodě parním válcem.
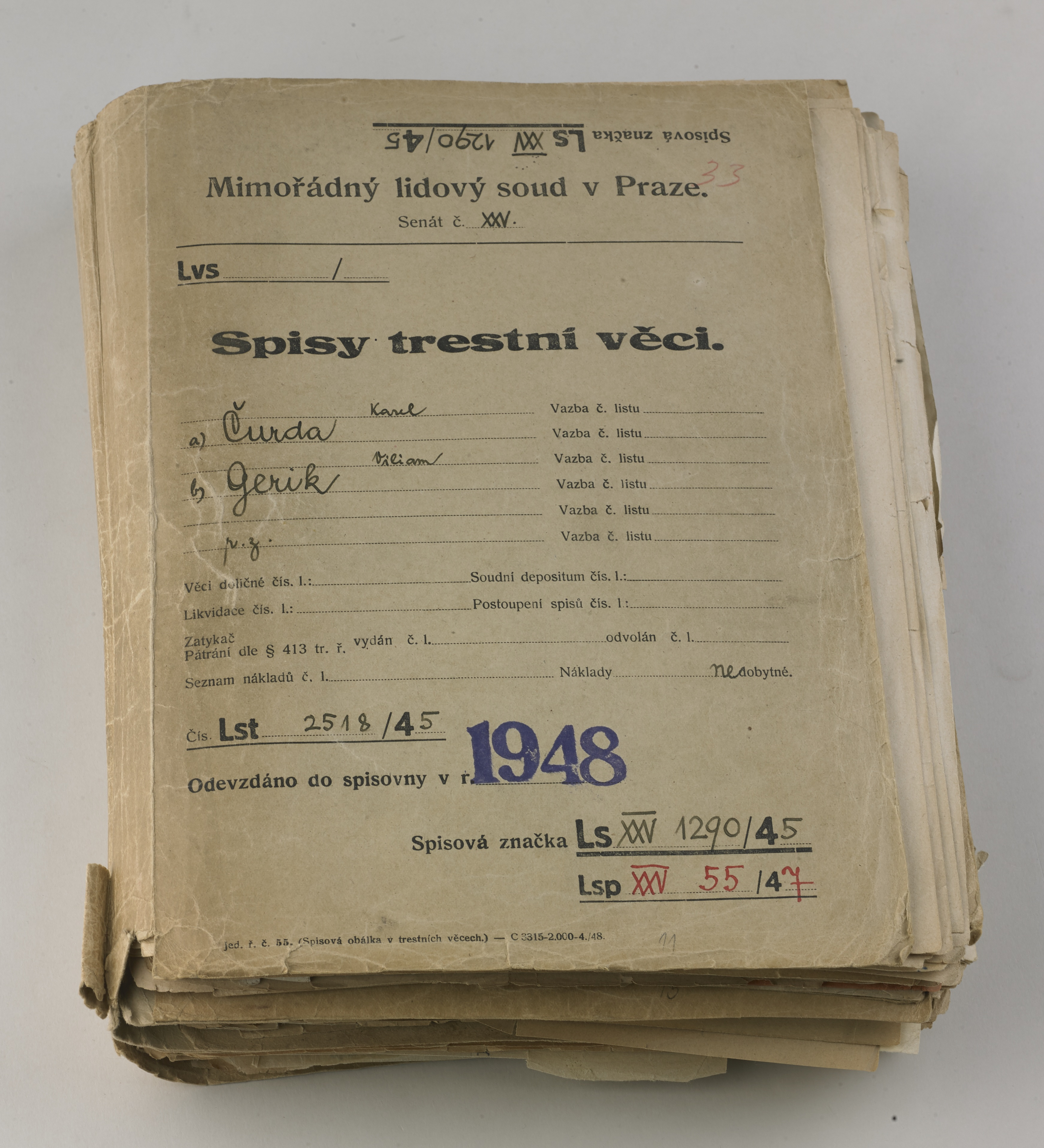
Soudní spis procesu s Karlem Čurdou a Viliamem Gerikem u Mimořádného lidového soudu v Praze v roce 1945.
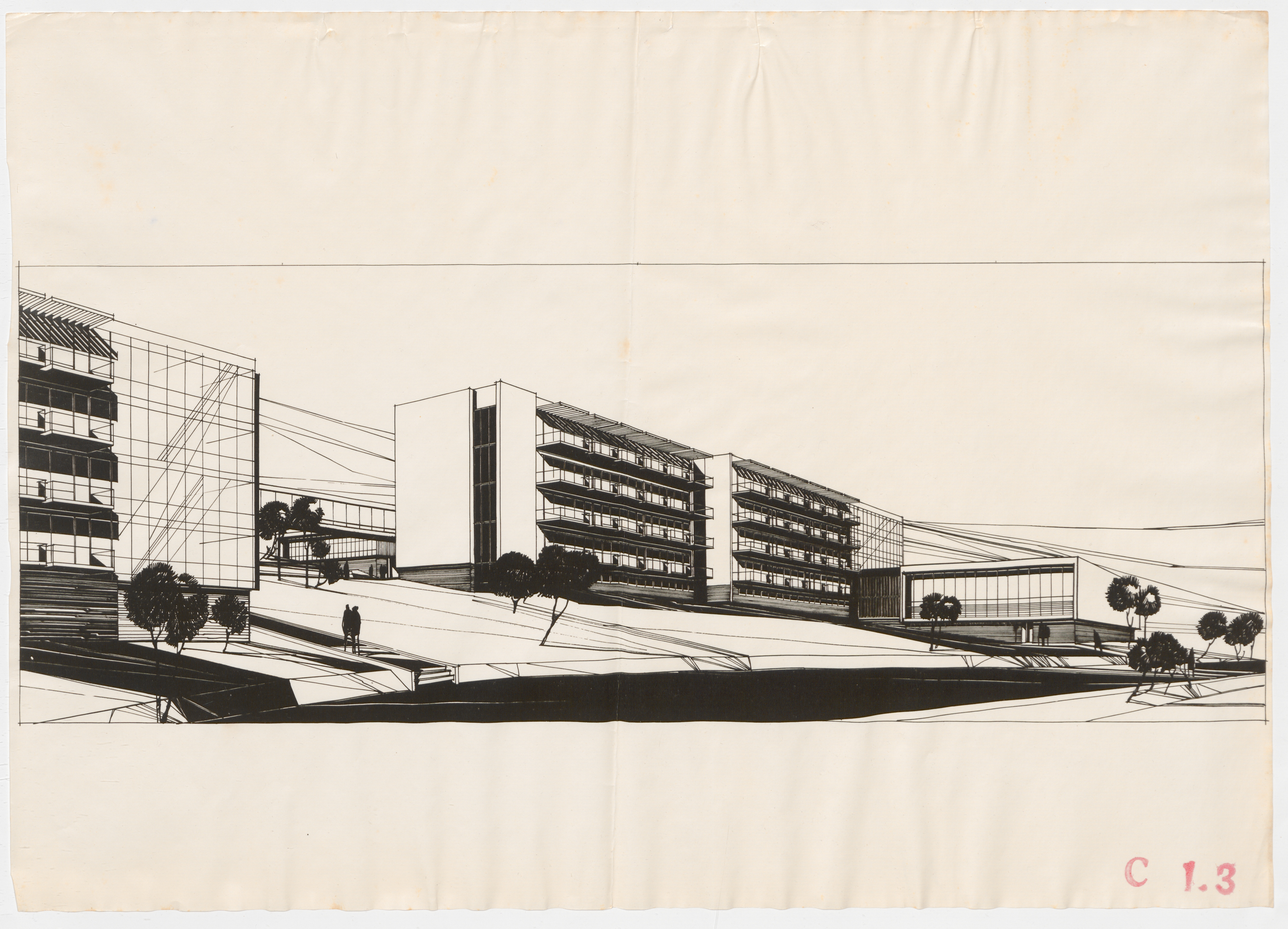
Projekt dostavby vojenského rehabilitačního ústavu Slapy od Karla Hubáčka.
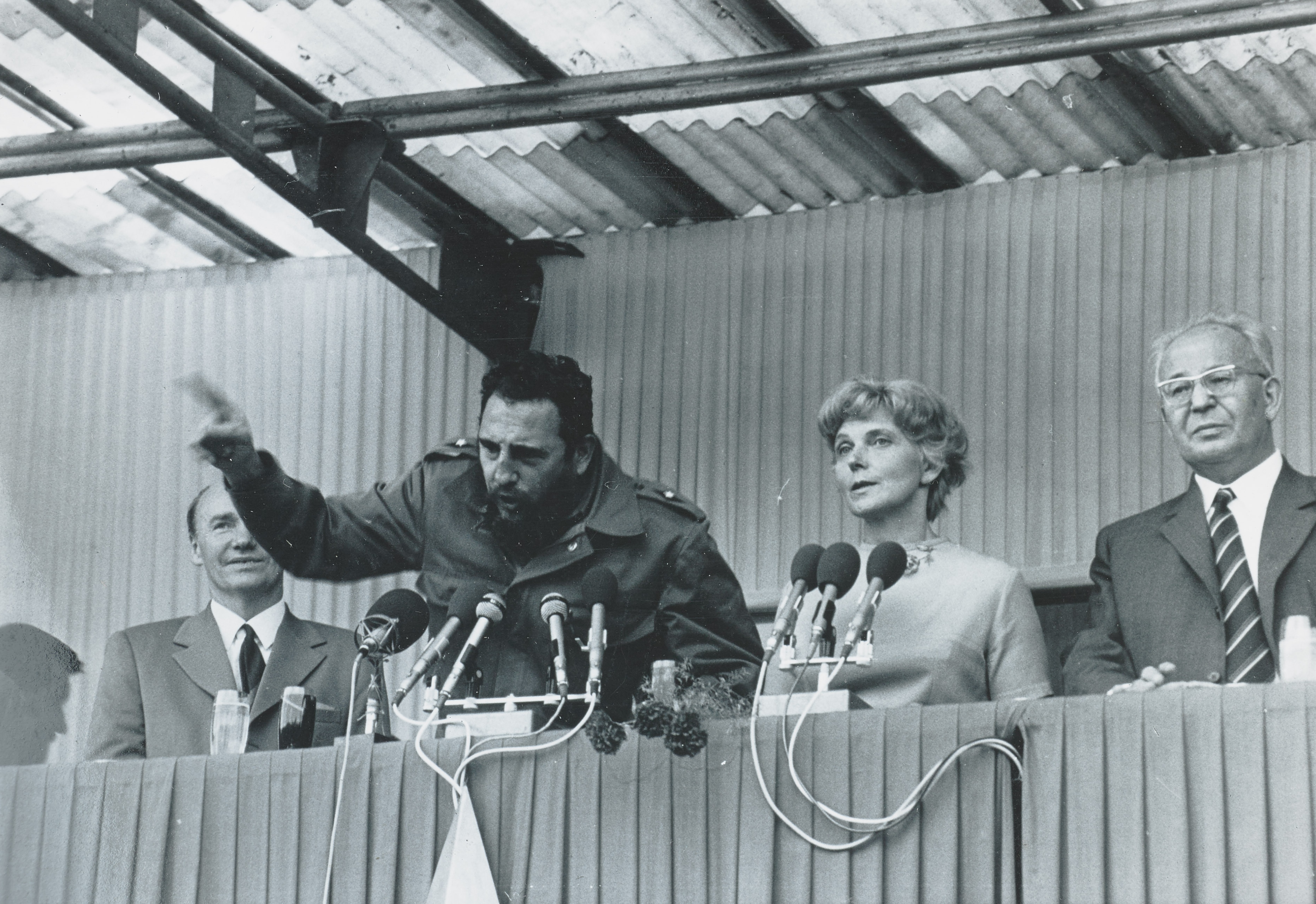
Fotografie z návštěvy Fidela Castra ve Středočeském kraji v roce 1972.

### Oddělení zemědělsko-lesnických, rodinných a osobních fondů a matriční agendy (II. oddělení)
Základem tohoto oddělení jsou zámecké archivy, vrchnostenské registratury a církevní fondy včetně matrik (celkem více než 9 000 matričních knih).
Příklady fondů:
- archiv rodu Valdštejnů, kde se nalézá i nejstarší archiválie ve sbírkách SOA v Praze: listina Friedricha I. Barbarossy ze dne 15. října 1166. Dále kalendáře (deníky) Adama mladšího z Valdštejna z let 1602–1633
- archiv rodu Šternberků (např. Deník z cesty do Říma a Neapole Aloise ze Šternberka z roku 1876 nebo mapa Tloskovského panství Johanna Glockspergera z let 1728–1732)
- Velkostatek Křivoklát
- Velkostatek Brandýs nad Labem
- Velkostatek Konopiště
- Velkostatek Křivoklát
- Velkostatky rodu Lichtensteinů: Uhříněves, Škvorec, Kostelec nad Černými lesy, Kounice, Radim, Rataje nad Sázavou
- Rodinný archiv rodu Chotků
- Dokumentace vnucených správ velkostatků v období druhé světové války
- Ředitelství státních statků Benešov, kde je uložena i dokumentace hospodaření Výcvikového prostoru Waffen-SS na Benešovsku

V mnoha hospodářských fondech je také dokumentován rozvoj železářství, pivovarnictví nebo cukrovarnictví.
Spravované archivní fondy obsahují také velké množství fotografií a pohlednic, které dokumentují období od poloviny 19. století.
Příklady fondů osobností:
- Albrecht z Valdštejna
- Kašpar Šternberk
- Sidonie Nádherná z Borutína
- Jan Rudolf Chotek
- Maximilián Egon II. z Fürstenbergu
- Giacomo Casanova

Ukázky archiválií
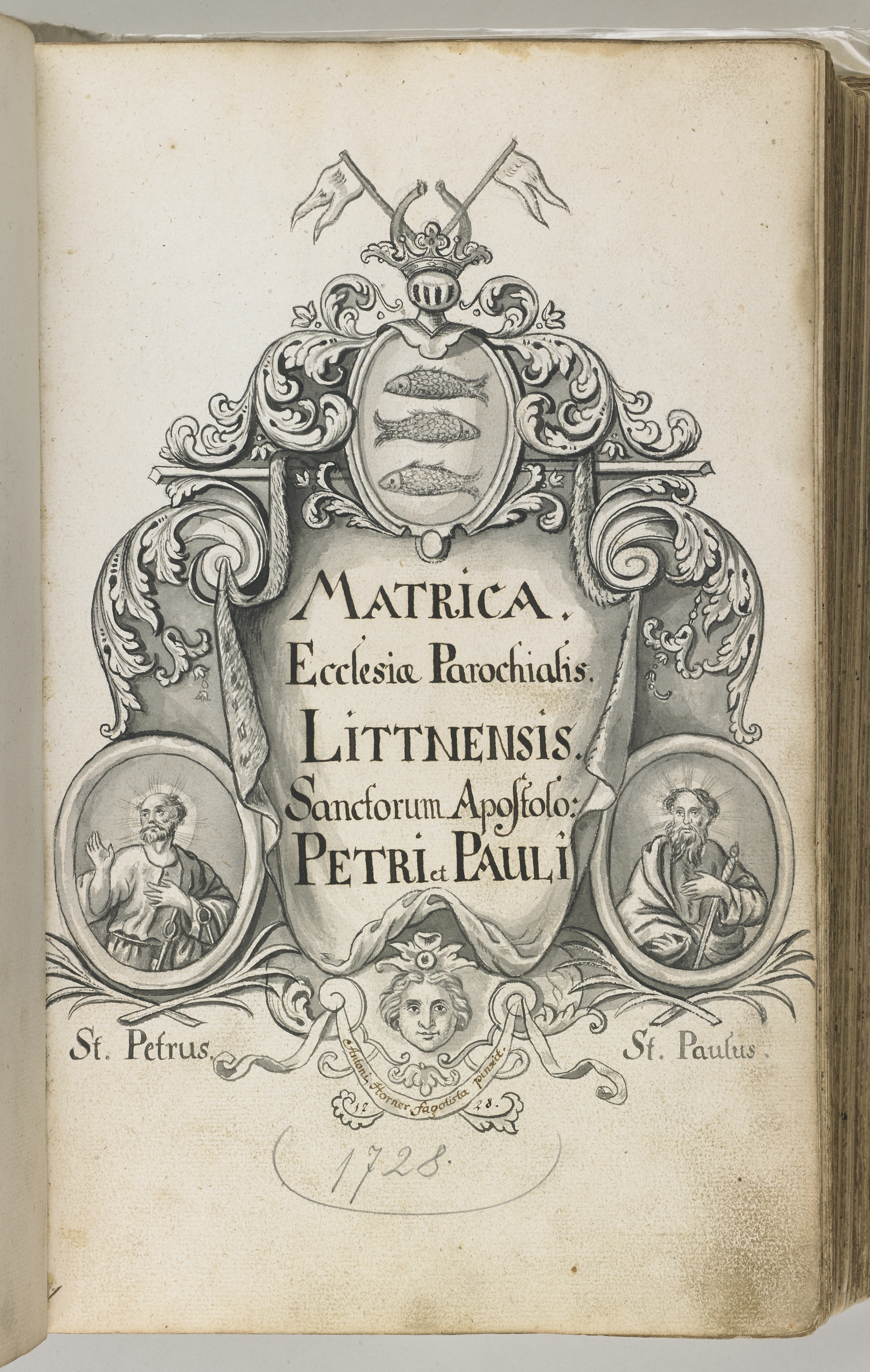
Římskokatolický farní úřad Liteň: Tripartitní matrika z let 1728–1766 – titulní list.
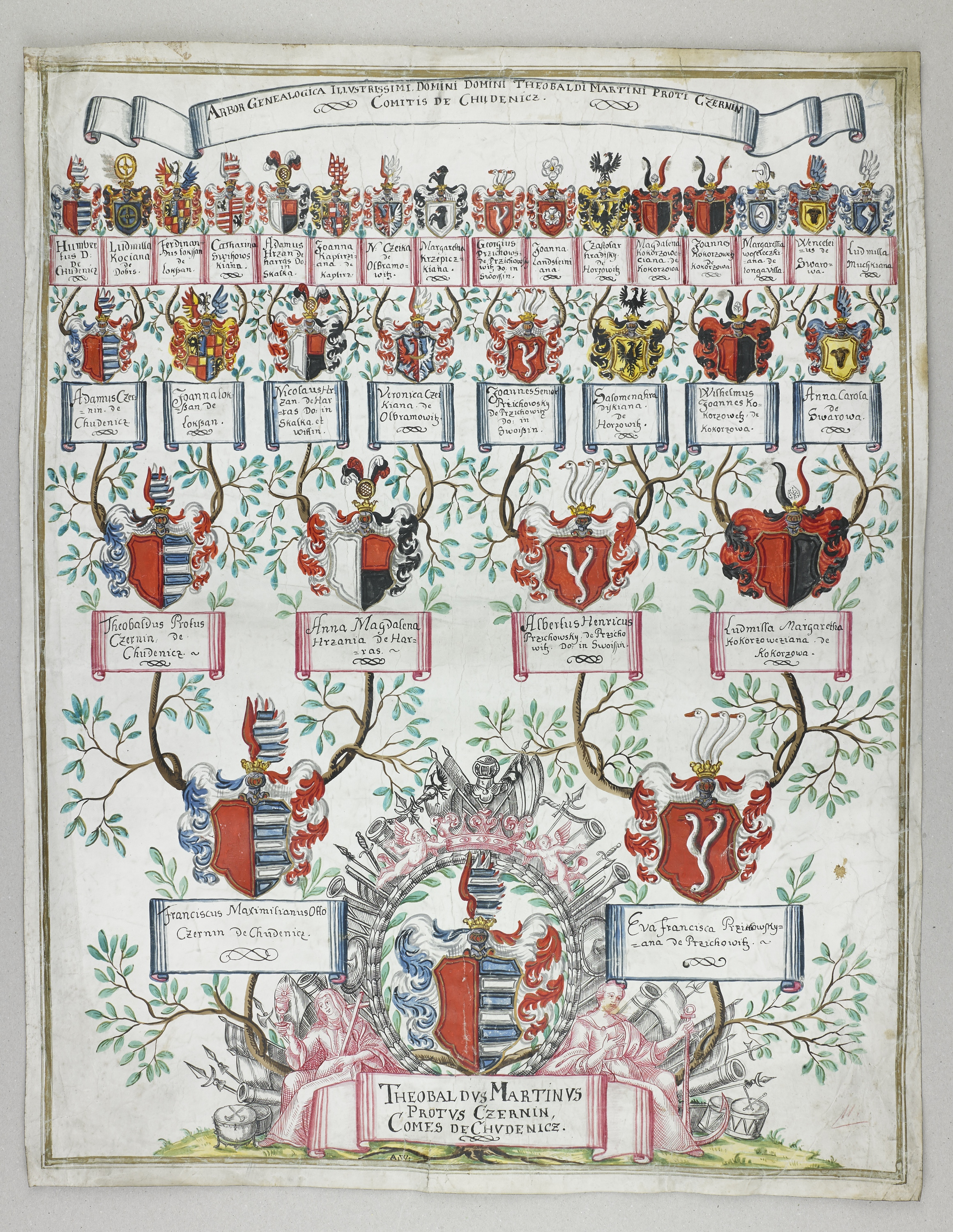
Genealogický vývod Theobalda Martina Černína z Chudenic.
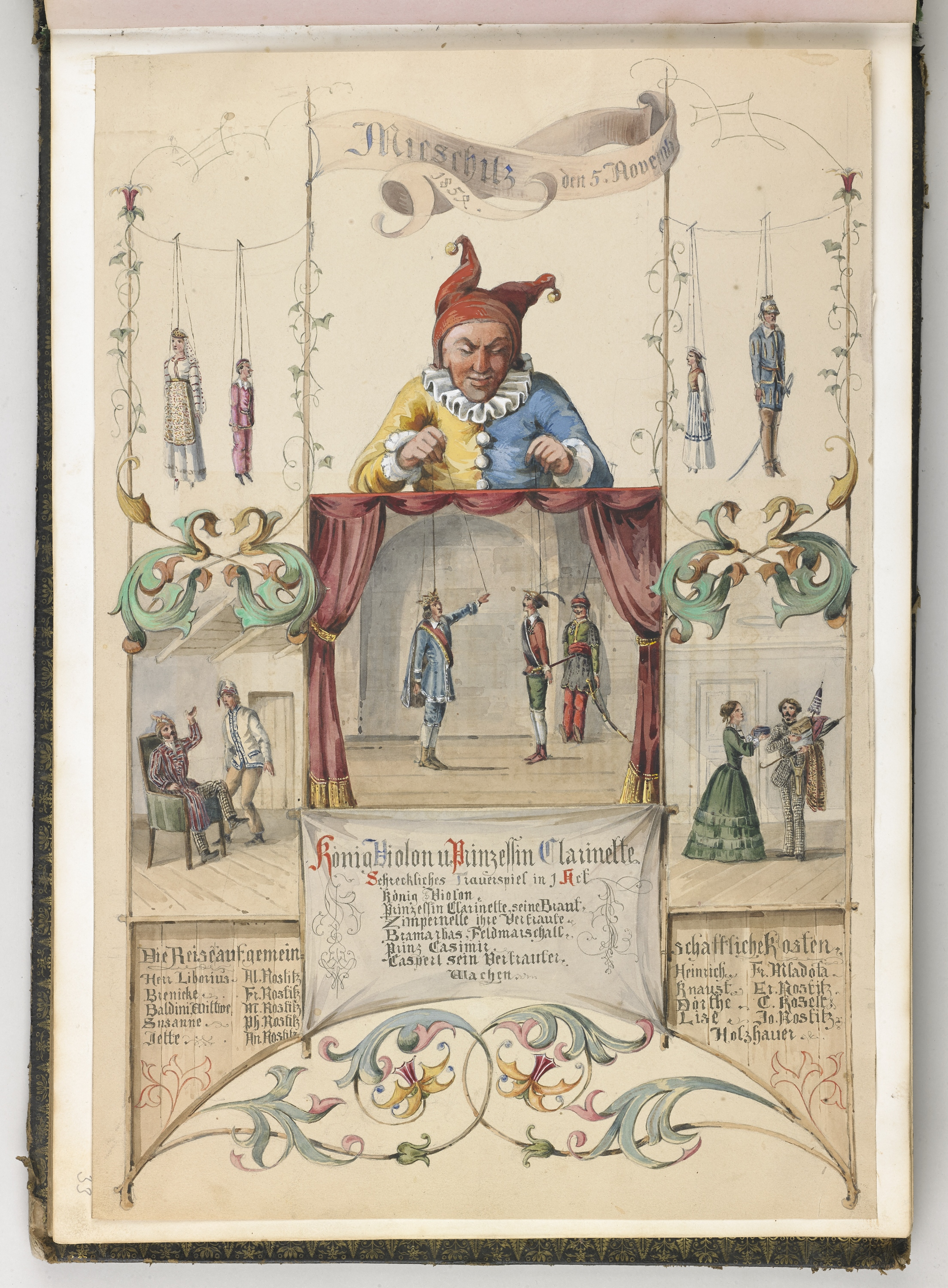
Pamětní kniha zámeckého divadla v Měšicích 1838–1905.
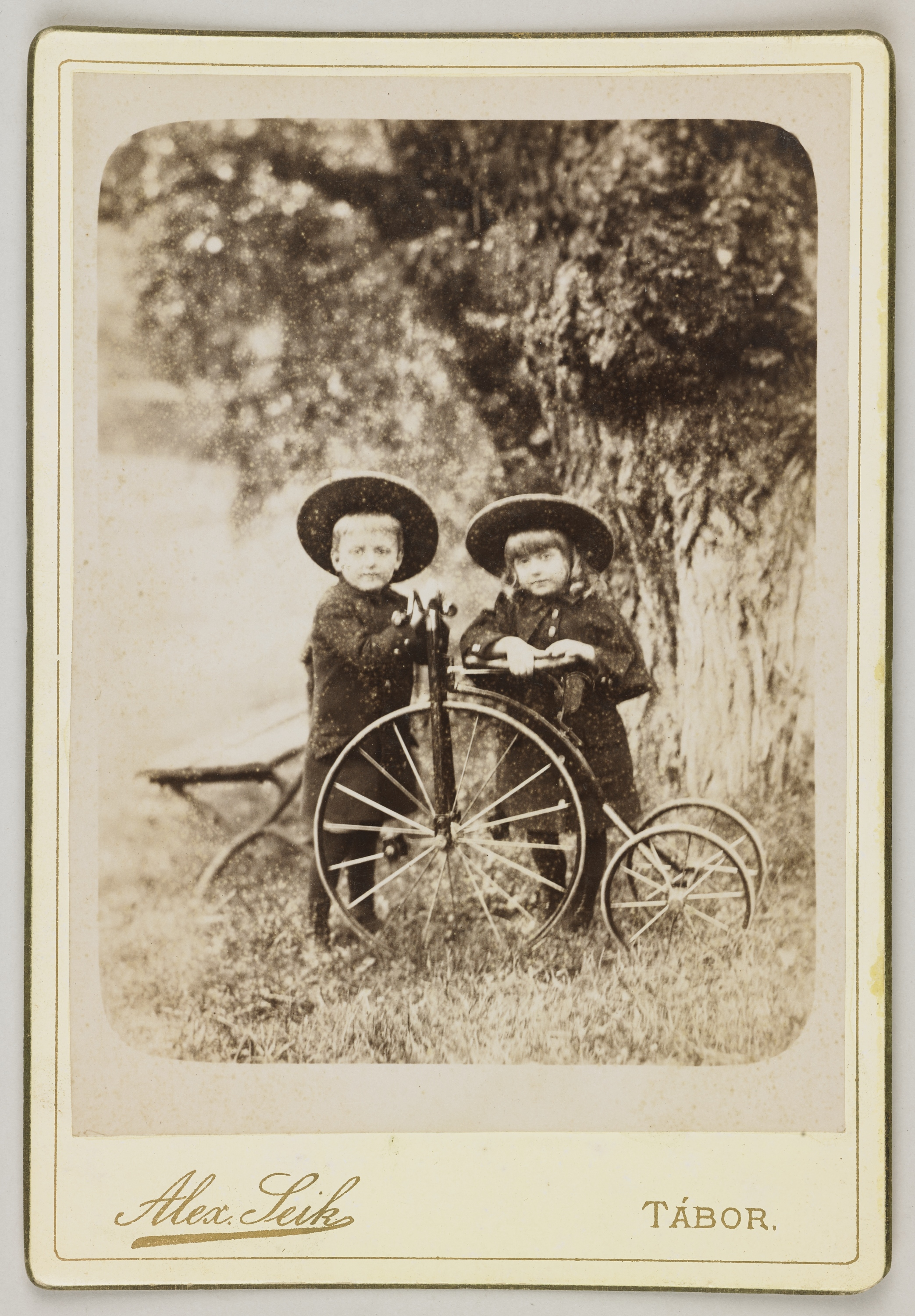
Sidonie a Karel Nádherní z Borutína v dětském věku s tříkolkou 1890.

### Oddělení fondů hospodářských subjektů (III. oddělení)
zde jsou uchovávány fondy podniků a dalších hospodářských firem a organizací, například:
- České vinařské závody Vysočany
- České dráhy (včetně Buštěhradské dráhy)
- Českomoravská-Kolben-Daněk včetně sbírky fotografií a filmů
- Československé aerolinie
- Československý tabákový průmysl Kutná Hora (od roku 1812)
- Čokoládovna F. Slabý, Praha
- Koh-i-noor Waldes
- Poldi Kladno
- Pražská akciová tiskárna
- Pražské pivovary n. p. závod Staropramen z let 1869–1958
- Pražské papírny
- Sázavan, Zruč nad Sázavou
- Smíchovská vagónka (Továrna na stroje, slévárna a kotlárna František Ringhoffer)
- Walter a. s. (později Motorlet)

### Příklady archiválií

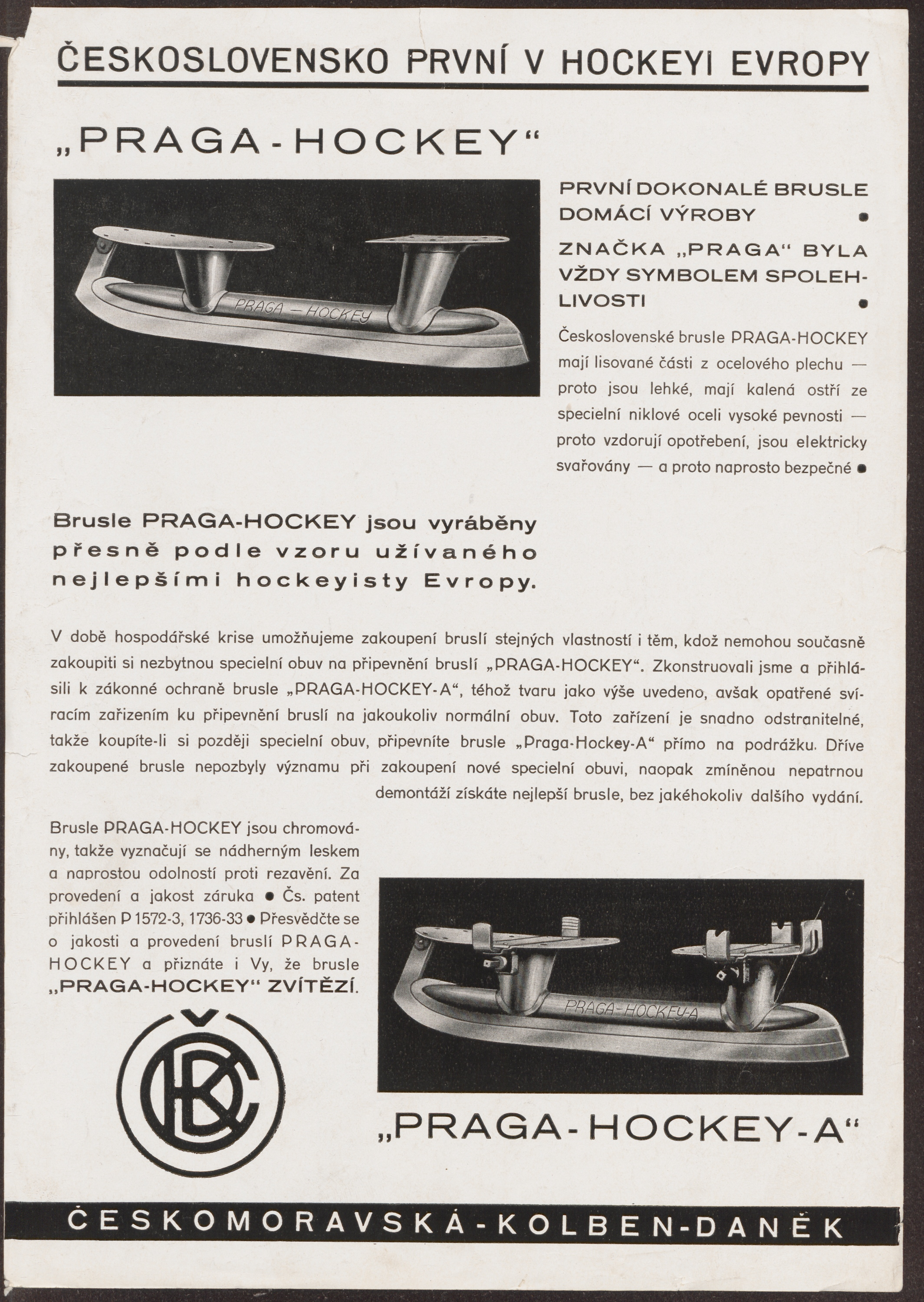
Reklama na brusle PRAGA-HOCKEY-A kolem roku 1933.
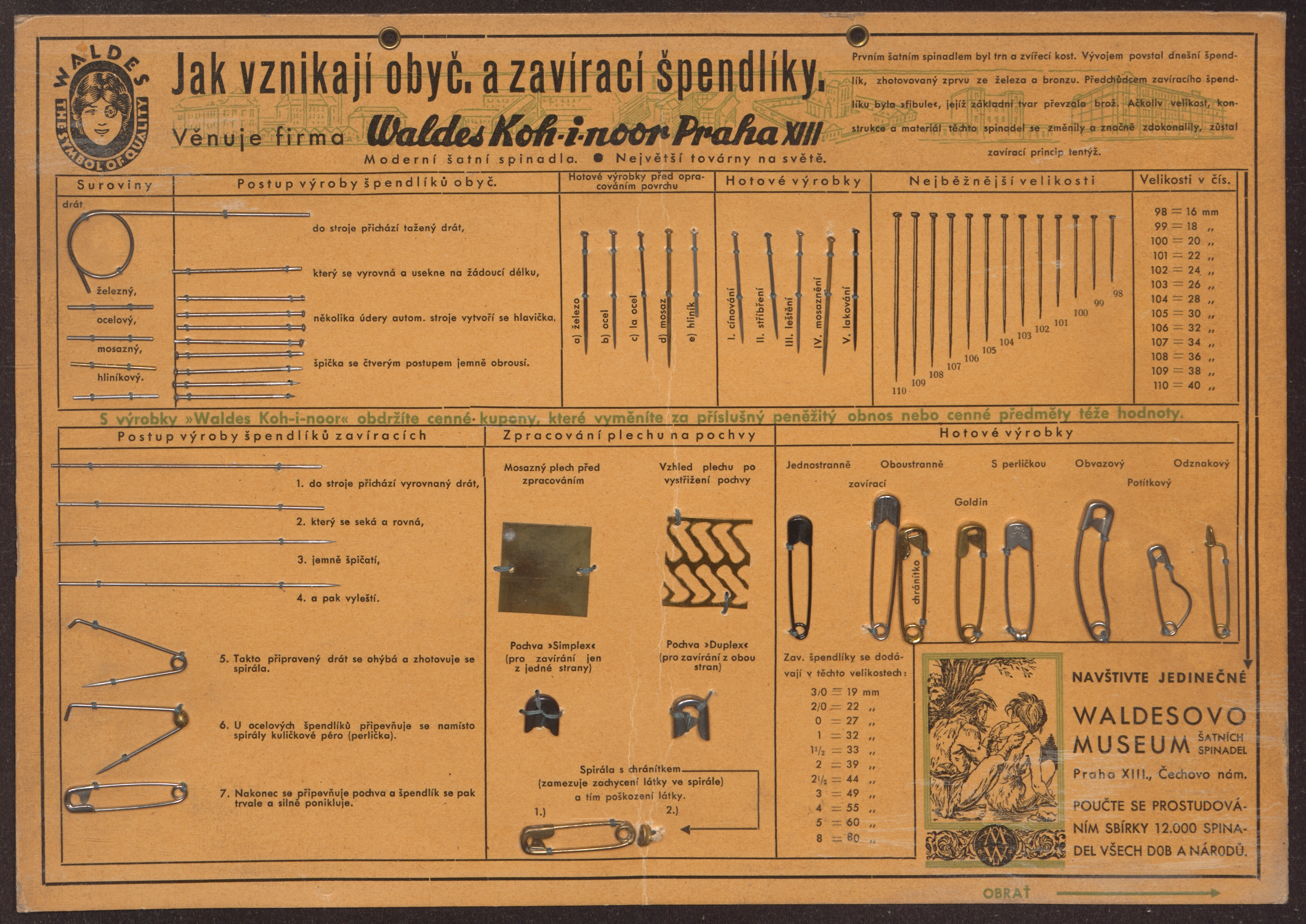
Vzorkovnice špendlíků firmy Waldes. Koh-i-noor, a.s.
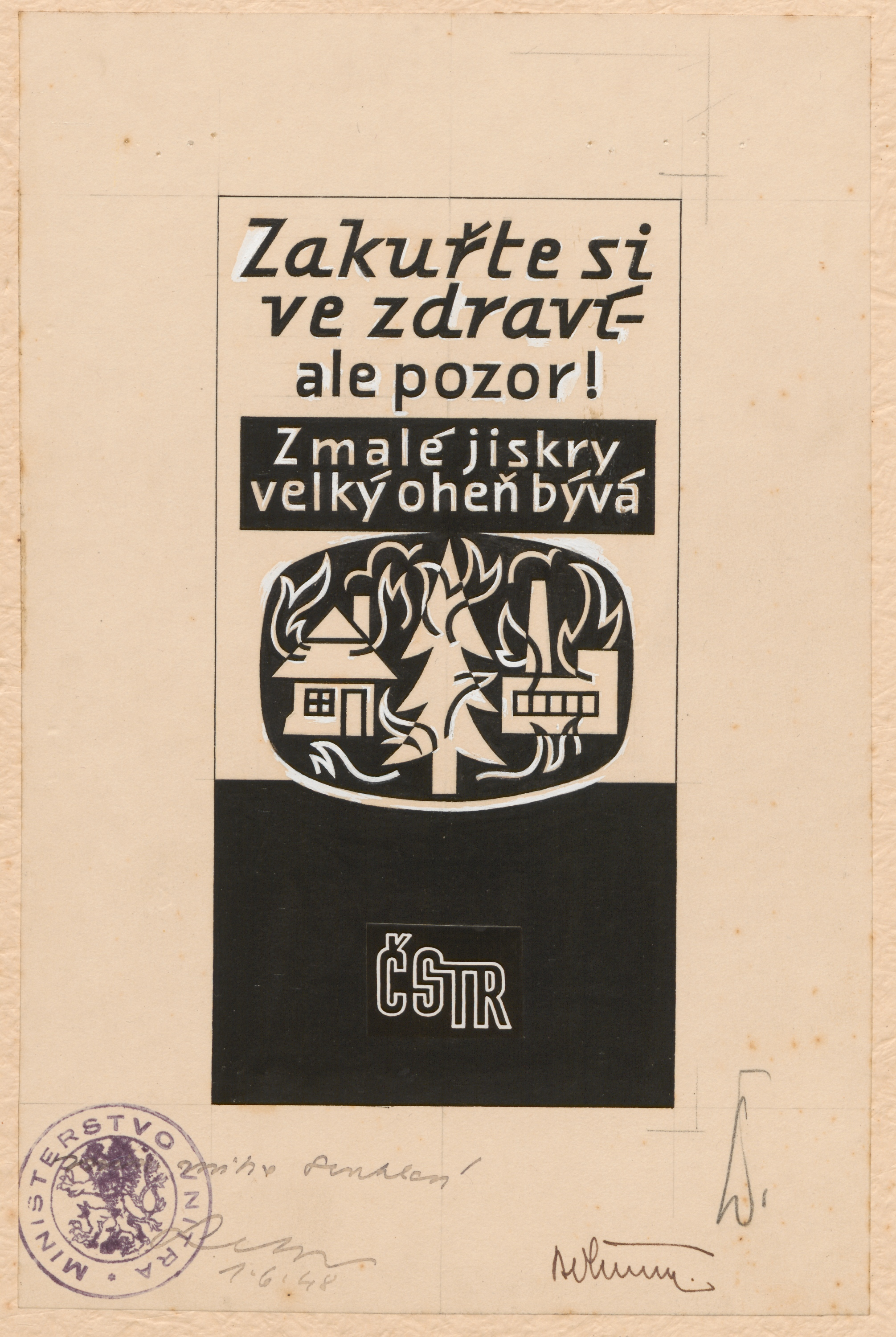
Grafická předloha k propagačnímu letáku Československé tabákové režie z roku 1948.
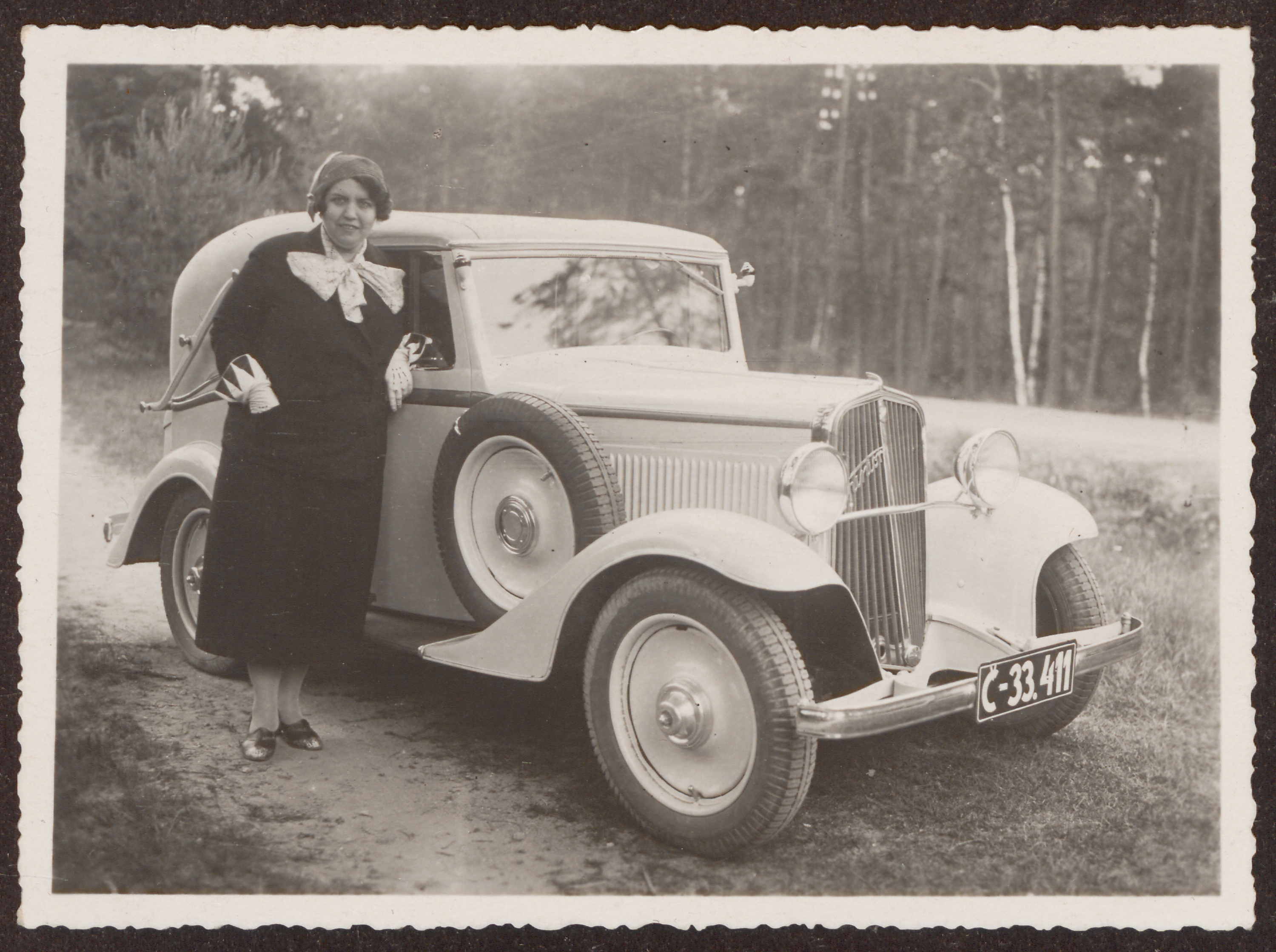
Fotografie vozu Walter Junior a jeho nové majitelky, 1934

### Oddělení využívání a evidence Národního archivního dědictví (IV. oddělení)
Mimo jiné spravuje centrální badatelnu. Zde je k dispozici několik desítek badatelských míst, připojení Wi-Fi, počítače pro studium zdigitalizovaných archiválií a zařízení pro čtení mikrofilmů. Každoročně knihovnu navštíví asi 1 300 badatelů z celého světa během téměř 4 700 návštěv (stav k roku 2018). Největší objem badatelských návštěv představují genealogické výzkumy (v roce 2017 to tvořilo 92%).
Oddělení má dále na starosti webové stránky archivu a jeho Facebookový profil a korespondenční vyřizování požadavků badatelů.
Dohlíží na vedení základní evidence Národního archivního dědictví, vede databázi archivních pomůcek SOA v Praze v Program pro evidence archivu (PEvA). Dohlíží na druhotnou evidenci Národního archivního dědictví u těchto archivů:
- Archiv Českého vysokého učení v Praze
- Archiv Univerzity Karlovy v Praze
- Archiv Akademie výtvarného umění v Praze
- Archiv Škoda auto a. s.
- Archiv DIAMO s. p.

Součástí oddělení je knihovna specializovaná především na dějiny středních Čech. Tato knihovna obsahuje téměř 38 000 svazků včetně 85 titulů periodik.
Oddělení také pořádá odborné exkurze po centrále archivu, specializované semináře nebo workshopy pro zájemce o tvorbu rodokmenů.

Oddělení využívání a evidence Národního archivního dědictví
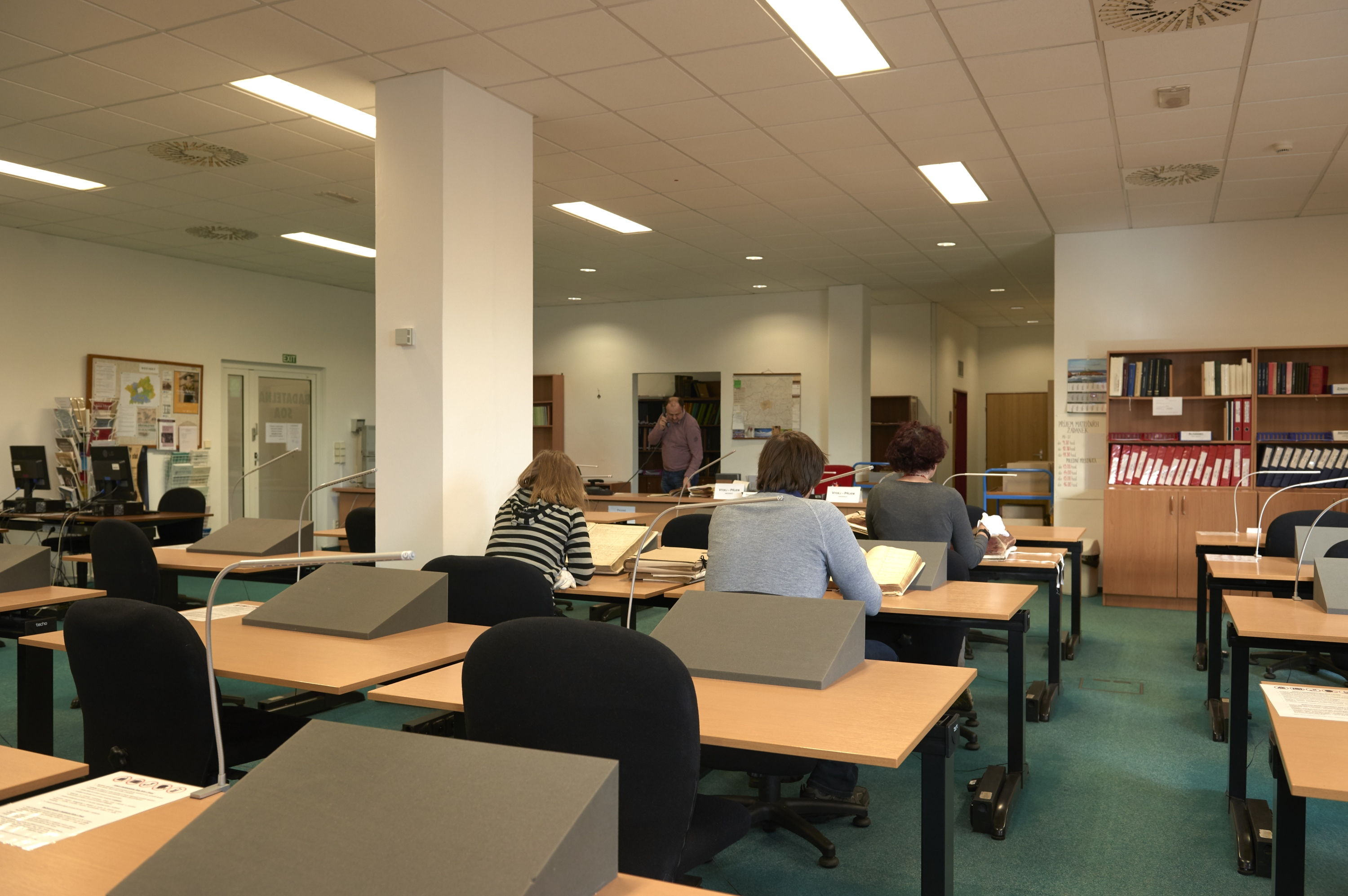
Studovna SOA v Praze.
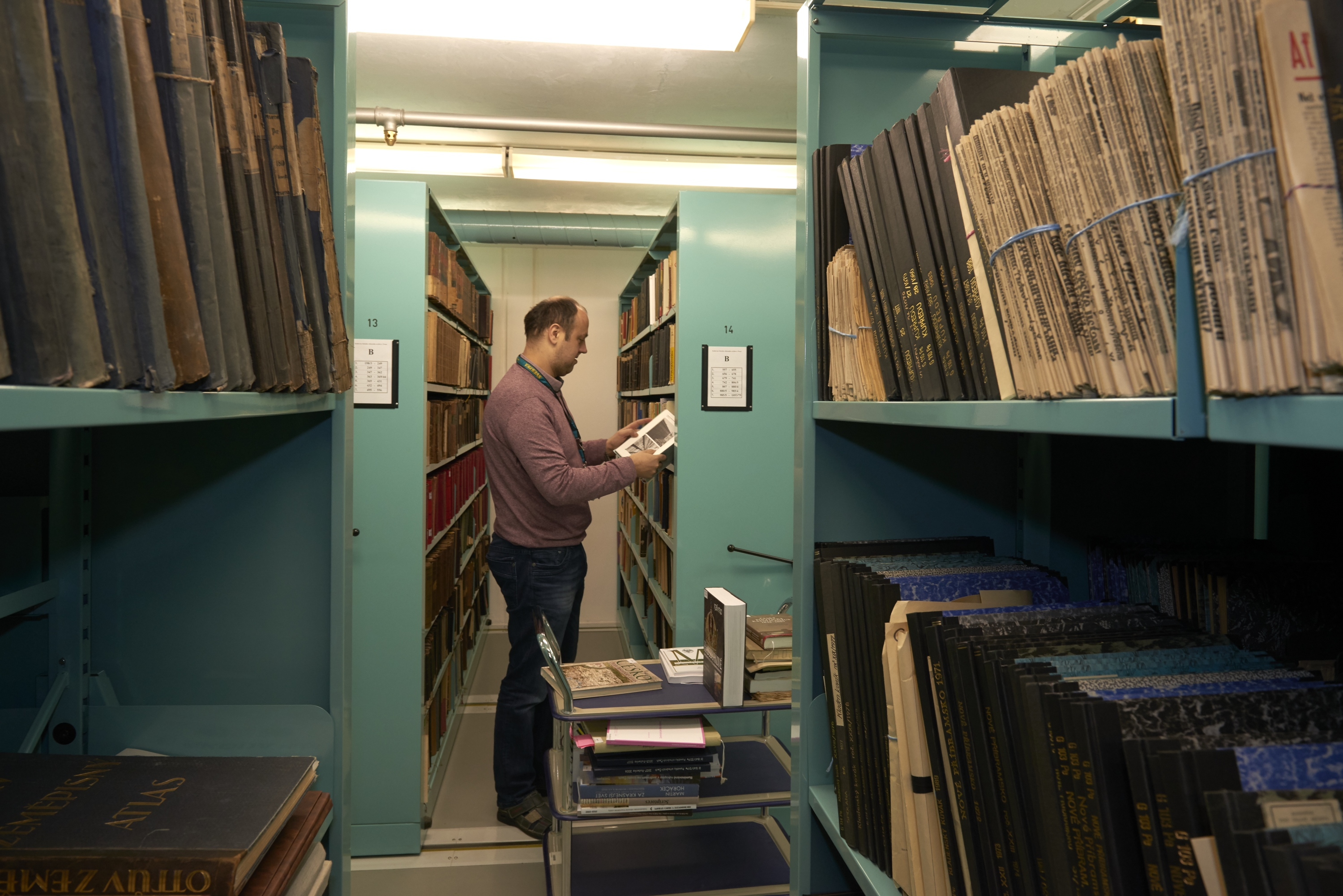
Knihovna SOA v Praze.

### Ekonomické oddělení (V. oddělení)
Ekonomické oddělení má na starosti provoz archivu po hospodářské stránce. Zajišťuje správu objektů, správu počítačové sítě a provoz výpočetní techniky.

### Oddělení péče o fyzický stav archiválií (VI. oddělení)
Toto oddělení bylo založeno 1. ledna 2010 a má na starosti dvě základní úlohy, a sice restaurování archiválií a dále jejich digitalizaci. Tuto činnost provádí jak pro centrálu archivu, tak pro jednotlivé okresní archivy. Oddělení disponuje dvěma knižními skenery a skenerem pro velkoformátové archiválie do rozměru A1. Zde se digitalizují matriky, obecní a školní kroniky, pozemkové knihy apod. Další dokumenty jako listiny, fotografie, skleněné negativy apod. se skenují metodou digitální fotografie. Dalším pracovištěm je úsek mikrofotografie. Oddělení nejen dokumenty digitalizuje, ale zajišťuje také jejich evidenci, správu a zpřístupnění na internetu. Dalším tématem je péče o fyzický stav kinematografického archivního materiálu a péče o fyzický stav mapových sbírek a pergamenových listin.

Oddělení péče o fyzický stav archiválií
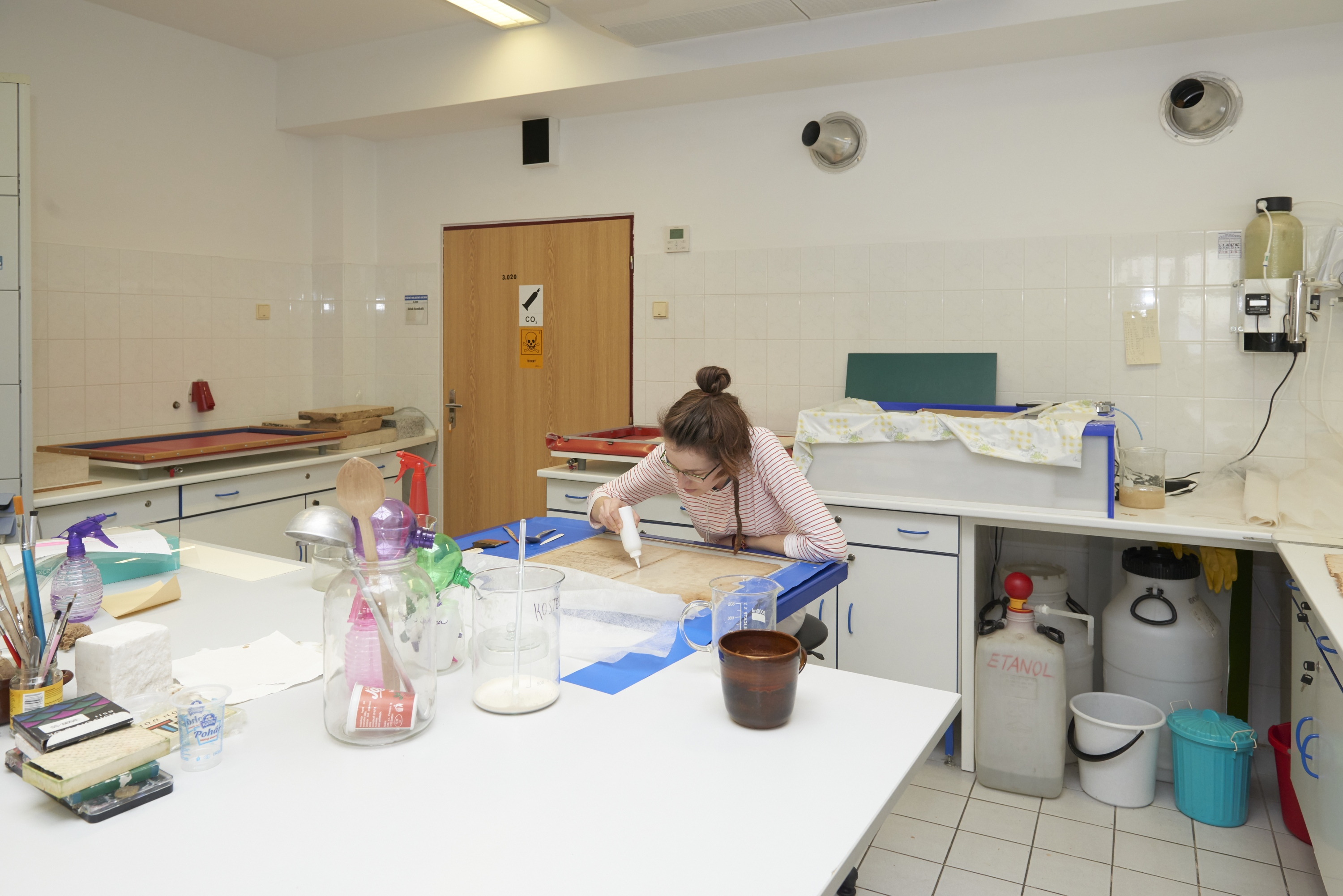
Restaurátorská dílna SOA v Praze.
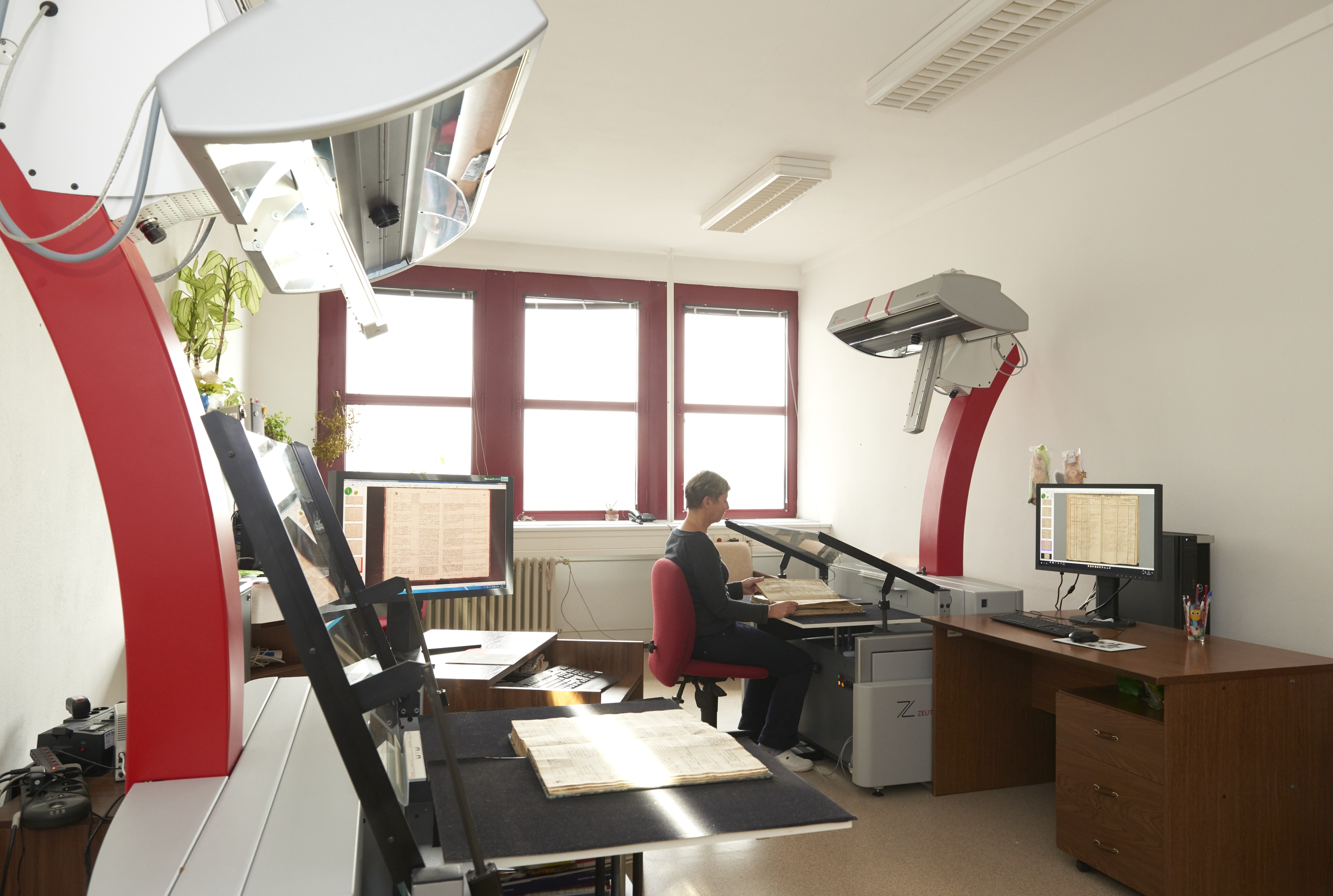
Digitalizační pracoviště SOA v Praze.

### Sekretariát ředitele (VII. oddělení)
Sekretariát ředitele zajišťuje organizaci administrativní činnosti, provádí řídící činnost, právní podporu archivních, administrativních a správních činností. Dále zajišťuje personální a mzdovou agendu a informatické služby pro správu, řízení, monitorování a vyhodnocování provozních služeb.

### Oddělení metodiky (VIII. oddělení)
Oddělení má na starosti metodiku předarchivní péče a zpracování archiválií. Dále také řídí vědecký výzkum, který se v archivu provádí.

## Státní okresní archivy spadající pod SOA v Praze
- Státní okresní archiv Benešov[15]
- Státní okresní archiv Beroun[16]
- Státní okresní archiv Kladno[17]
- Státní okresní archiv Kolín[18]
- Státní okresní archiv Kutná Hora[19]
- Státní okresní archiv Mělník[20]
- Státní okresní archiv Mladá Boleslav[21]
- Státní okresní archiv Nymburk se sídlem v Lysé nad Labem[22]
- Státní okresní archiv Praha-venkov se sídlem v Dobřichovicích[23]
- Státní okresní archiv Příbram[24]
- Státní okresní archiv Rakovník[25]

## Periodika vydávaná Státním oblastním archivem v Praze
V rámci své výzkumné činnost archiv vydává několik periodik a sborníků:

### Vědecká recenzovaná periodika
- Středočeský sborník historický[26] – vydává ústřední pracoviště
- Rakovnický historický sborník[27] – vydává SOkA Rakovník
- Sborník vlastivědných prací z Podblanicka[28] – vydává SOka Benešov
- Studie a zprávy: Historický sborník pražského okolí[29] – vydává SOkA Praha-východ, SOkA Praha-západ, SOkA Kladno, SOkA Nymburk, Oblastní muzeum Praha-východ, Regionální muzeum v Jílovém u Prahy a Městské muzeum Čelákovice

### Periodika s vlastivědným zaměřením
- Archivní prameny Kolínska[30]
- Confluens: Vlastivědný sborník Mělnicka[31]
- Boleslavica: Vlastivědný sborník Mladoboleslavska[32]
- Podbrdsko[33]

### Ediční řada kolektivních monografií
- Antiqua Cuthna[34]
- Otázky z historie[35]

### Další periodika
- Minulostí Berounska (1998-2018, 21 čísel)[36][37]
- Slánský obzor (spolupráce Patria[38] a Vlastivědné muzeum ve Slaném, do roku 2018, 26 čísel) [39][40]
- Vlastivědný zpravodaj Polabí (spolupráce Polabské muzeum, 1964-2018)[41]

## Výstavy
Od roku 1990 uspořádal archiv řadu výstav, které mají propagovat a popularizovat jeho činnost. Jsou to například:
- 1998 – 200. výročí úmrtí Giacoma Casanovy, ve spolupráci s Národním muzeem v Praze (katalog)[42]
- 2003 – Z pokladů středočeských archivů
- 2004 – Český průmysl a obchod ve Francii XIX. – XX. století, Centre des Archives du Monde du Travail, Roubaix, Francie, 
  - repríza 2006, SOA Praha
- 2006 – Tajemství paravánu následníka trůnu – neznámá sbírka pohlednic Františka Ferdinanda d'Este z let 1896–1904[5]
- 2007 – Slavné osobnosti ve fondech středočeských archivů, Archivní areál Chodovec : 26. května – 28. června 2007 (katalog)[43]
- 2012 – Lidice žijí (katalog)[44]
- 2018 – Křivoklátsko mezi dvěma světy – od šlechtictví ke státu (spolupořadatelé: Muzeum TGM v Rakovníku, Rabasova galetie Rakovník a Státní hrad Křivoklát)[45]
- 2018 – Střední Čechy během stavovského povstání a české války, putovní výstava
- 2023 – Krok za krokem za našimi (slavnými) předky : Genealogické prameny ve středočeských archivech, on-line výstava[46]